# D.I.C.E. Awards
Los D.I.C.E. Awards (anteriormente denominados los Interactive Achievement Awards) son una gala de premios en la industria de los videojuegos que comenzó en 1998, siendo comúnmente referido como el equivalente en esta industria a los premios de la Academia.    Los premios se entregan por la Academy of Interactive Arts & Sciences (AIAS) y tienen lugar durante el evento anual de la AIAS. "D.I.C.E." es un acrónimo de "Diseño, Innovación, Comunicación y Entretenimiento (en inglés Design, Innovate, Communicate, Entertain). Los premios D.I.C.E. reconocen videojuegos, individuos y equipos de desarrollo que han contribuido al avance de la industria. 

## Formato
La Academia anima la presentación de candidaturas de cualquier individuo o empresa, siempre que se cumplan los requisitos de elegibilidad de la presentación. Cada candidatura presenta el juego o título enviado para su consideración en al menos una categoría de tipo Craft y solo una categoría de tipo Genre. Para la mayoría de las categorías, el título debe haberse publicado previamente en Norteamérica durante el último año. Las excepciones a esta regla son las presentaciones para los premios "Juego en línea del año" y "Juego de lucha del año". 
Un jurado de más de 100 profesionales en videojuegos, reunidos por la AIAS, selecciona y publica la lista de los nominados para cada categoría. Los miembros del jurado pertenecen a diferentes secciones de la industria, incluyendo desarrolladores, programadores, artistas y distribuidores. A continuación, los afiliados de la AIAS votan a los nominados (más de 33 000 miembros) mediante un sistema de voto confidencial y garantizado, tras lo cual se anuncian los ganadores durante la presentación de los premios D.I.C.E. en Las Vegas, normalmente en febrero de ese año.  
Los miembros creativos/técnicos, comerciales y afiliados activos de la Academia están calificados para votar en todas las categorías de premios junto con "Juego del año", "Juego móvil del año", "Juego en línea del año" y "Logro excepcional para un Juego Independiente". Los miembros creativos/técnicos de la Academia también pueden votar sobre categorías de Craft relacionadas con su experiencia: 
- Los diseñadores y productores de juegos votan por las categorías de "Historia", "Personaje", "Diseño de audio", "Dirección del juego" y "Diseño del juego".
- Artistas, animadores y programadores votan por las categorías de "Animación", "Dirección de arte", "Personaje" y "Técnico".
- Los diseñadores de audio y músicos votan por las categorías de "Diseño de audio", "Composición musical original" y "Personaje".

Gracias a este enfoque, los premios D.I.C.E. son considerados el principal reconocimiento por profesionales en el sector de videojuegos, en comparación a otros premios.

## Ceremonias de premios
| n.º  | Fecha                 | Juego del año                           | Presentador                                | Localización                                           | Referencia           |
| ---- | --------------------- | --------------------------------------- | ------------------------------------------ | ------------------------------------------------------ | -------------------- |
| 1    | 28 de mayo de 1998    | GoldenEye 007                           |                                            | Georgia World Congress Center                          | [ 11 ] [ 12 ] [ 13 ] |
| 2    | 13 de mayo de 1999    | The Legend of Zelda: Ocarina of Time    |                                            | Variety Arts Theater                                   | [ 14 ]               |
| 3    | 11 de mayo de 2000    | The Sims                                | Martin Short                               | Millennium Biltmore Hotel                              | [ 15 ]               |
| 4    | 22 de marzo de 2001   | Diablo II                               | Martin Lewis                               | Polly Esther's                                         | [ 16 ]               |
| 5    | 28 de febrero de 2002 | Halo: Combat Evolved                    | Patton Oswalt                              | Hard Rock Hotel and Casino                             | [ 17 ] [ 18 ] [ 19 ] |
| 6    | 27 de febrero de 2003 | Battlefield 1942                        | Dave Foley                                 | Hard Rock Hotel and Casino                             | [ 20 ]               |
| 7    | 4 de marzo de 2004    | Call of Duty                            | Diane Mizota                               | Palms Casino Resort                                    | [ 21 ] [ 22 ] [ 23 ] |
| 8    | 1 de febrero de 2005  | Half-Life 2                             | Kurt Scholler, Cory Rouse                  | Green Valley Ranch                                     | [ 24 ]               |
| 9    | 9 de febrero de 2006  | God of War                              | Jay Mohr                                   | Hard Rock Hotel and Casino                             | [ 25 ] [ 26 ]        |
| 10   | 7 de febrero de 2007  | Gears of War                            | Jay Mohr                                   | Hard Rock Hotel and Casino                             | [ 27 ] [ 28 ]        |
| 11   | 8 de febrero de 2008  | Call of Duty 4: Modern Warfare          | Jay Mohr                                   | Red Rock Casino, Resort &amp; Spa                      | [ 29 ]               |
| 12   | 19 de febrero de 2009 | LittleBigPlanet                         | Jay Mohr                                   | Red Rock Casino, Resort &amp; Spa                      | [ 30 ]               |
| 13   | 18 de febrero de 2010 | Uncharted 2: Among Thieves              | Jay Mohr                                   | Red Rock Casino, Resort &amp; Spa                      | [ 31 ] [ 32 ]        |
| 14   | 11 de febrero de 2011 | Mass Effect 2                           | Jay Mohr                                   | Red Rock Casino, Resort &amp; Spa                      | [ 33 ]               |
| 15   | 9 de febrero de 2012  | The Elder Scrolls V: Skyrim             | Jay Mohr                                   | Red Rock Casino, Resort &amp; Spa                      | [ 34 ]               |
| 16   | 7 de febrero de 2013  | Journey                                 | Chris Hardwick                             | Red Rock Casino, Resort &amp; Spa                      | [ 35 ] [ 36 ]        |
| 17   | 6 de febrero de 2014  | The Last of Us                          | Felicia Day, Freddie Wong                  | Hard Rock Hotel and Casino                             | [ 37 ]               |
| 18   | 5 de febrero de 2015  | Dragon Age: Inquisition                 | Pete Holmes                                | Hard Rock Hotel and Casino                             | [ 38 ]               |
| 19   | 18 de febrero de 2016 | Fallout 4                               | Pete Holmes                                | Mandalay Bay Convention Center                         | [ 39 ]               |
| 20   | 23 de febrero de 2017 | Overwatch                               | Greg Miller, Jessica Chobot                | Mandalay Bay Convention Center                         | [ 40 ]               |
| 21   | 22 de febrero de 2018 | The Legend of Zelda: Breath of the Wild | Greg Miller, Jessica Chobot                | Mandalay Bay Convention Center                         | [ 41 ] [ 42 ]        |
| 22   | 13 de febrero de 2019 | God of War                              | Greg Miller, Jessica Chobot                | Aria Resort and Casino                                 | [ 43 ] [ 44 ]        |
| 23   | 13 de febrero de 2020 | Untitled Goose Game                     | Greg Miller, Jessica Chobot                | Aria Resort and Casino                                 | [ 44 ]               |
| 24   | 22 de abril de 2021   | Hades                                   | Greg Miller, Jessica Chobot, Kahlief Adams | *Transmisión en línea debido a la pandemia de COVID-19 | [ 45 ]               |
| 25   | 24 de febrero de 2022 | It Takes Two                            | Greg Miller, Jessica Chobot                | Mandalay Bay Convention Center                         | [ 46 ]               |
| 26th | 23 de febrero de 2023 | Elden Ring                              | Stella Chung, Greg Miller                  | Resorts World Las Vegas                                | [ 47 ]               |
| 27th | 15 de febrero de 2024 | Baldur's Gate 3                         | Stella Chung, Greg Miller                  | Aria Resort and Casino                                 | [ 48 ] [ 49 ] [ 50 ] |

## Categorías de premios
Los premios se clasifican en categorías en función de la temática. Desde sus comienzos, el número de premios en cada categoría ha cambiado frecuentemente, renombrando, fusionando o descatalogando diferentes premios. En la actualidad, existen tres categorías de premios: GOTY (del inglés, Game Of The Year o juego del año), Craft (arte o destreza, en inglés) y Genre (género, en inglés).

### Premios categoríaGOTY
- Juego del año
- Juego en línea del año
- Juego móvil del año

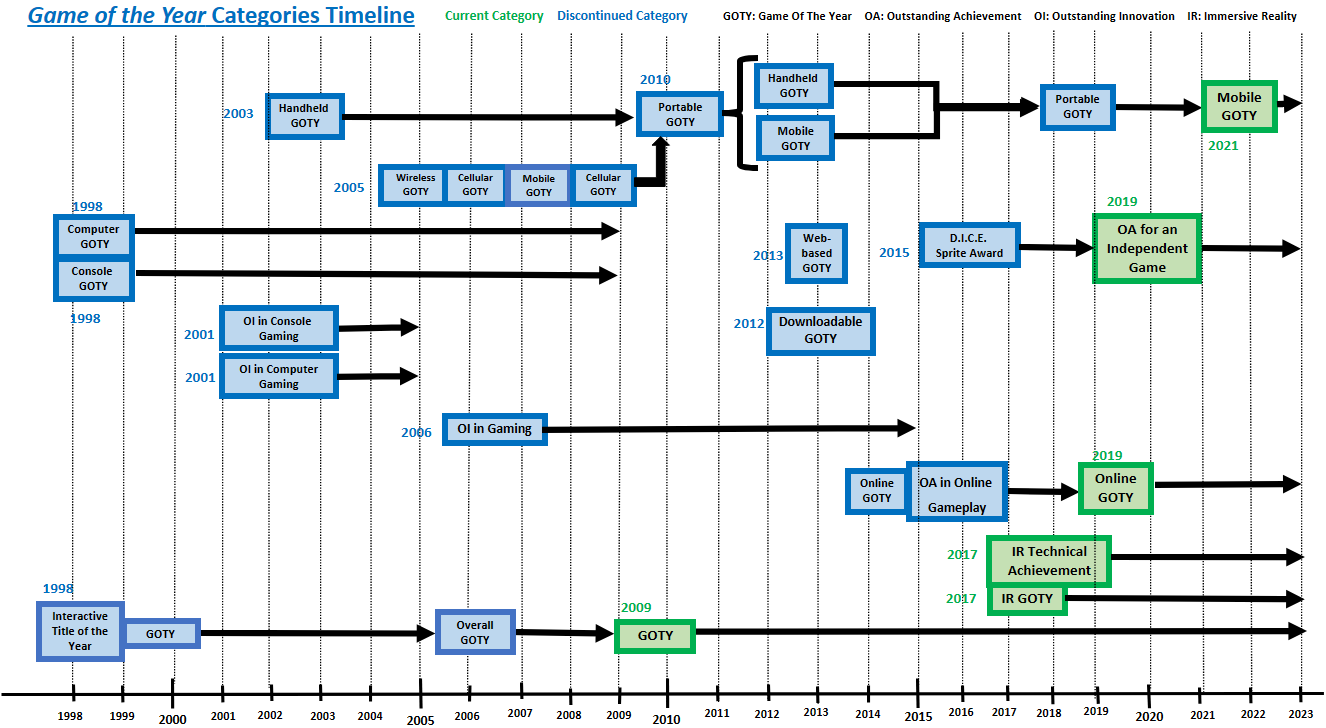
Cronología de premios de la categoría GOTY o Juego del Año. El más característico, el Juego del Año o premio GOTY, sólo cambió de nombre unas cuantas veces desde 1998. En azul, categorías descontinuadas, renombradas o fusionadas. En verde, los actuales (2023). Primer año de publicación de premios indicado.

- Logro excepcional para un juego independiente
- Juego de realidad inmersiva del año
- Logro técnico de realidad inmersiva

### Premios categoríaCraft

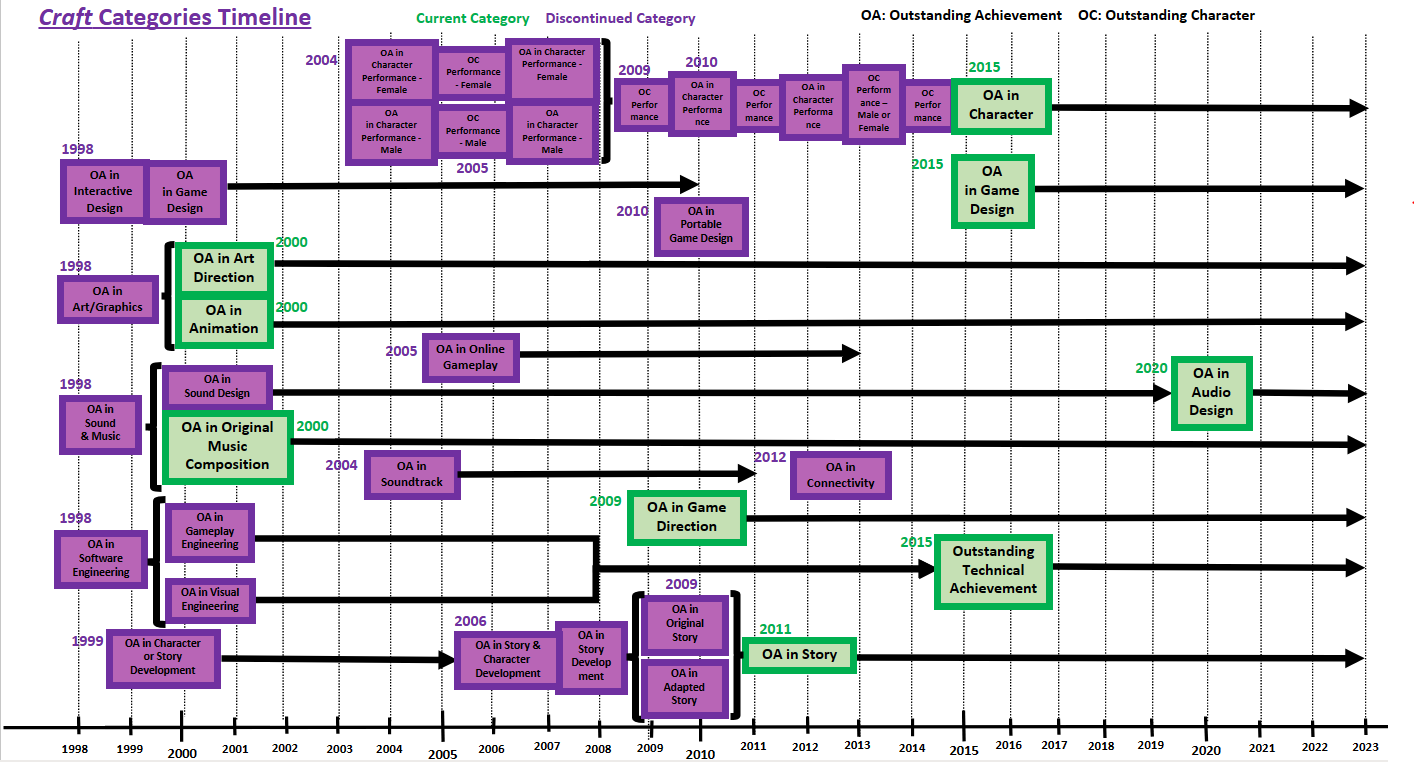
Cronología de premios de la categoría Craft. En morado, categorías descontinuadas, renombradas o fusionadas. En verde, los actuales (2023). Primer año de publicación de premios indicado.

- Logro excepcional en dirección de juego
- Logro excepcional en diseño de juego
- Logro excepcional en animación
- Logro excepcional en dirección de arte
- Logro excepcional en personajes
- Logro excepcional en composición original de música
- Logro excepcional en diseño de audio
- Logro excepcional en historia
- Logro técnico excepcional

### Premios categoríaGenre
- Juego del año de acción
- Juego del año de aventura
- Juego del año para familias
- Juego del año de lucha
- Juego del año de carreras
- Juego de rol del año
- Juego del año de deportes
- Juego del año de estrategia/simulación

### Categorías descatalogadas, renombradas o fusionadas

#### GOTY
| Premio                                | Periodo/s activo     |
| ------------------------------------- | -------------------- |
| Juego del año de consola              | 1998-2009            |
| Juego del año de PC                   | 1998-2009            |
| Innovación en jugabilidad en consola  | 2001-2005            |
| Innovación en jugabilidad en PC       | 2001-2005            |
| Innovación excepcional en jugabilidad | 2006-2015            |
| Juego del año de móvil                | 2007-2009, 2012-2018 |
| Juego del año de portátil             | 2010-2011, 2019-2020 |
| Juego descargable del año             | 2012-2014            |
| Juego en línea del año                | 2013                 |

#### PremiosCraft
| Premio                                                  | Período/s activo |
| ------------------------------------------------------- | ---------------- |
| Logro excepcional en arte/gráficos                      | 1998-1999        |
| Logro excepcional en sonido y música                    | 1998-1999        |
| Logro excepcional en ingeniería de software             | 1998-1999        |
| Logro excepcional en ingeniería de jugabilidad          | 2000–2014        |
| Logro excepcional en ingeniería visual                  | 2000–2014        |
| Logro excepcional en actuación de personaje - femenino  | 2004–2007        |
| Logro excepcional en actuación de personaje - masculino | 2004–2007        |
| Logro excepcional en banda sonora original              | 2004–2011        |
| Logro excepcional en jugabilidad en línea               | 2005–2013        |
| Logro excepcional en historia original                  | 2009–2010        |
| Logro excepcional en historia adaptada                  | 2009–2010        |
| Logro excepcional en diseño de juego portátil           | 2010             |
| Logro excepcional en conectividad                       | 2012-2013        |

#### PremiosGenre
| Premio                                              | Período/s activo |
| --------------------------------------------------- | ---------------- |
| Juego de acción/aventura del año                    | 2006–2007        |
| Juego casual del año                                | 2009–2014        |
| Juego de móvil del año                              | 2006-2009        |
| Juego para niños del año                            | 2006–2007        |
| Juego descargable del año                           | 2004–2008        |
| Juego de acción en primera persona del año          | 2006–2007        |
| Juego de móvil (handheld) del año                   | 2001-2006        |
| Juego multijugador masivo/mundo persistente del año | 2000–2009        |
| Juego en línea (social networking) del año          | 2010–2012        |
| Juego de estrategia del año                         | 1998–2007        |
| Juego de simulación del año                         | 1998–2007        |
| Juego inalámbrico del año                           | 2005             |

#### Consola
| Premio                                                 | Período/s activo     |
| ------------------------------------------------------ | -------------------- |
| Juego de acción de consola del año                     | 1998-2000            |
| Juego de acción/aventura de consola del año            | 2001-2005            |
| Juego de aventura de consola del año                   | 1998-1999            |
| Juego de aventura/rol de consola del año               | 2000                 |
| Título infantil/familiar de consola del año            | 2000                 |
| Título infantil de consola del año                     | 2002, 2004-2005      |
| Título familiar de consola del año                     | 2001, 2004-2005      |
| Juego de acción en primera persona de consola del año  | 2003-2005            |
| Juego de acción/aventura de plataforma consola del año | 2003-2005            |
| Juego de rol de consola del año                        | 1998-1999, 2001-2005 |
| Juego de deportes de consola del año                   | 1998-2003            |
| Juego de deportes de acción de consola del año         | 2004-2005            |
| Juego de simulación de deportes de consola del año     | 2004-2005            |

#### Computadora o PC
| Premio                                            | Período/s activo      |
| ------------------------------------------------- | --------------------- |
| Juego de acción de PC del año                     | 1998-2000             |
| Juego de acción/aventura de PC del año            | 2001-2005             |
| Juego de aventura de PC del año                   | 1998-1999             |
| Juego de aventura/rol de PC del año               | 2000                  |
| Título infantil (entretenimiento) de PC del año   | 1999-2000, 2002, 2005 |
| Juego familiar de PC del año                      | 1998–2001, 2004-2005  |
| Juego de acción en primera persona de PC del año  | 2003-2005             |
| Juego de rol de PC del año                        | 1998–1999, 2001–2005  |
| Juego de deportes de PC del año                   | 1998-2005             |
| Título creativo de PC del año                     | 1998-2000             |
| Juego de entretenimiento educativo de PC del año  | 1998                  |
| Título de desarrollo de habilidades de PC del año | 1998                  |
| Título educativo de PC del año (0-8 años)         | 1999                  |
| Título educativo de PC del año (9-16 años)        | 1999                  |
| Título educativo de PC del año                    | 2000, 2002            |

#### En línea
| Premio                                      | Período/s activo |
| ------------------------------------------- | ---------------- |
| Juego de acción/estrategia en línea del año | 1999             |
| Juego familiar/de mesa en línea del año     | 1999             |
| Juego de rol en línea del año               | 1999             |
| Juego de entretenimiento del año            | 1998-2000        |
| Juego de noticias/información del año       | 1998-2000        |
| Juego en línea del año                      | 2001-2003        |

## Categorías especiales

### Salón de la Fama
La Academia de Artes y Ciencias Interactivas ha incluido anualmente en su "Salón de la Fama" a los desarrolladores de videojuegos que han logrado logros revolucionarios e innovadores en la industria de los videojuegos. 
| Año  | Persona                                   | Empresa/Rol                                                                    | Juegos destacados |
| ---- | ----------------------------------------- | ------------------------------------------------------------------------------ | --- |
| 1998 | Shigeru Miyamoto                          | Nintendo                                                                       | Donkey Kong, Mario, The Legend of Zelda, F-Zero, Star Fox, Pikmin, y videojuegos de la serie Wii                                                                   |
| 1999 | Sid Meier                                 | Fundador de Firaxis Games y MicroProse                                         | Pirates!, Railroad Tycoon, Civilization, y Alpha Centauri |
| 2000 | Hironobu Sakaguchi                        | Previamente cofundador de Square (renamed Square Enix). Fundador de Mistwalker | Final Fantasy, Chrono Trigger, Parasite Eve, Lost Odyssey, y The Last Story                                                                                        |
| 2001 | John D. Carmack                           | Fundador de id Software                                                        | Commander Keen, Doom, Quake, y Rage |
| 2002 | Will Wright                               | Fundador de Maxis                                                              | SimCity, Spore, y The Sims |
| 2003 | Yu Suzuki                                 | Sega (director de la sección Sega AM2)                                         | Hang-On, Space Harrier, Out Run, After Burner, Power Drift, Virtua Racing Virtua Fighter, Daytona USA, Virtua Cop, y la saga de videojuegos Shenmue                |
| 2004 | Peter Molyneux                            | Fundador de Lionhead Studios y Bullfrog Productions                            | Black & White, Populous, Magic Carpet, Syndicate, Dungeon Keeper, y Fable                                                                                          |
| 2005 | Trip Hawkins                              | Fundador de Electronic Arts y Digital Chocolate                                | Madden Football |
| 2006 | Richard Garriott                          | Fundador de Origin Systems                                                     | Ultima series y Tabula Rasa |
| 2007 | Dani Bunten (póstumo)                     | Fundador de Ozark Softscape                                                    | M.U.L.E. |
| 2008 | Michael Morhaime                          | Presidente y cofundador de Blizzard Entertainment                              | Warcraft, Starcraft, y Diablo |
| 2009 | Bruce Shelley                             | Ensemble Studios                                                               | Age of Empires |
| 2010 | Mark Cerny                                | Cerny Games                                                                    | Marble Madness, Ratchet & Clank, y Jak & Daxter |
| 2011 | Ray Muzyka & Greg Zeschuk                 | Cofundadores de BioWare                                                        | Knights of the Old Republic, Mass Effect, y Dragon Age |
| 2012 | Tim Sweeney                               | Fundador y director ejecutivo de Epic Games                                    | Unreal y saga de videojuegos Gears of War |
| 2013 | Gabe Newell                               | Cofundador y director ejecutivo de Valve                                       | Portal, Half-Life, y Left 4 Dead |
| 2014 | Sam Houser, Dan Houser and Leslie Benzies | Cofundadores de Rockstar Games                                                 | Grand Theft Auto y Bully |
| 2016 | Hideo Kojima                              | Fundador de Kojima Productions                                                 | Metal Gear, Snatcher, Policenauts, Zone of the Enders, y Boktai |
| 2017 | Todd Howard                               | Director y productor ejecutivo de Bethesda Game Studios                        | The Elder Scrolls y la saga Fallout |
| 2019 | Bonnie Ross                               | Vicepresidente corporativo de Microsofty director de 343 Industries            | Saga de videojuegos Halo |
| 2020 | Connie Booth                              | Vicepresidente y productor de desarrollo en Sony Interactive Entertainment     | Defensor de múltiples franquicias desarrolladas y producidas por Sony, tales como Crash Bandicoot, Spyro the Dragon, Jak and Daxter, Ratchet & Clank, y Sly Cooper |
| 2022 | Ed Boon                                   | Director creativo de NetherRealm Studios                                       | Cocreador de la saga de videojuegos Mortal Kombat |
| 2023 | Tim Schafer                               | Cofundador de Double Fine Productions                                          | Grim Fandango, Psychonauts, Broken Age, y Psychonauts 2 |
| 2024 | Koji Kondo                                | Compositor y diseñador de sonido en Nintendo                                   | Participación en numerosos títulos, tales como los de las franquicias de Super Mario Bros. yThe Legend of Zelda.                                                   |

### Premios a la trayectoria
El premio Lifetime Achievement se otorga "a personas cuyos logros abarcan una amplia gama de disciplinas a lo largo de una larga carrera en la industria". 
| Año  | Persona                         | Empresa/rol |
| ---- | ------------------------------- | --- |
| 2007 | Minoru Arakawa y Howard Lincoln | Expresidentes de Nintendo of America |
| 2008 | Ken Kutaragi                    | Expresidente y director ejecutivo de Sony Computer Entertainment y considerado el "padre de PlayStation"                                        |
| 2010 | David Lowenstein                | Lanzó y se desempeñó como presidente de la Interactive Digital Software Association, que se convirtió en la Entertainment Software Association. |
| 2011 | Bing Gordon                     | Ex director creativo de Electronic Arts |
| 2016 | Satoru Iwata (póstumo)          | Expresidente de Nintendo |
| 2018 | Genio Takeda                    | Ex director general de Investigación y Desarrollo Integrado de Nintendo                                                                         |
| 2022 | Phil Spencer                    | Director ejecutivo de Microsoft Gaming |

### Premios pioneros
El premio Pioneer se otorga "a personas cuyo trabajo a lo largo de su carrera ha ayudado a dar forma y definir la industria del entretenimiento interactivo". 
| Año  | Persona                   | Empresa/rol                                                                         |
| ---- | ------------------------- | ----------------------------------------------------------------------------------- |
| 2010 | David Grulla              | Fundador de Activision                                                              |
| 2011 | presupuesto de factura    | Desarrollador del set de construcción Raster Blaster y Pinball                      |
| 2012 | Ed Logg                   | Codesarrollador de muchos juegos arcade, incluidos Asteroids, Centipede y Gauntlet. |
| 2013 | Dave Lebling y Marc Blank | Cofundadores de Infocom                                                             |
| 2014 | Eugenio Jarvis            | Desarrollador de juegos arcade Defender y Robotron: 2084                            |
| 2015 | Alan Alcorn               | Desarrollador de Pong y codesarrollador de varias consolas domésticas Atari         |
| 2015 | Ralph H. Baer             | Creador de la primera consola doméstica, la Magnavox Odyssey                        |

### Premio Impacto Técnico
El Premio al Impacto Técnico se añadió a la ceremonia de premios de 2015 para reconocer "innovaciones únicas que contribuyen al progreso continuo de los medios interactivos". 
| Año  | Ganador                         |
| ---- | ------------------------------- |
| 2015 | Tienda de aplicaciones de Apple |
| 2016 | Visual Basic                    |